# Clytia pacificum
Clytia pacificum är en nässeldjursart som först beskrevs av Clarke 1907.  Clytia pacificum ingår i släktet Clytia och familjen Campanulariidae. Inga underarter finns listade i Catalogue of Life.